# Энген
Энген (нем. Engen) — город в Германии, в земле Баден-Вюртемберг. 
Подчинён административному округу Фрайбург. Входит в состав района Констанц.  
Население составляет 11 013 человек (на 9 января 2020 года). Занимает площадь 70,53 км². Официальный код  —  08 3 35 022.

## История
У Энгена долгая и насыщенная история. Люди жили в этой местности 14 000 лет назад. Об этом свидетельствуют важные находки из близлежащих городов Петерсфельс и Гнирсхёле. Пещеры были местом отдыха странствующих охотников на оленей. К этому времени относится небольшая абстрактная женская статуэтка из Гагата «Венера фон Энген».
1500–1300 лет назад аламанни основали поселение в Альтдорфе у отрога горы, на которой стоит современный старый город. Сам Энген впервые упоминается в документе в 11 веке.
В период позднего средневековья это место превратилось в красивый город. На рыночной площади были построены величественные дома, построена городская церковь как романская базилика и основан монастырь (ныне Городской музей Энгена + галерея). В 17 веке в Энгене свирепствовала чума, и два пожара (1845 и 1911) уничтожили большую часть старого города.
3 мая 1800 года близ Энгена состоялось сражение в котором французы под начальством Моро одержали победу над австрийцами, бывших под начальством Края.
Сегодня весь старый город внесен в список памятников архитектуры. С середины 1970-х годов он был полностью отремонтирован, так что Энген снова сияет в своей былой красоте. Энген получил несколько наград за образцовый ремонт.

## Транспортное сообщение
Энген связан с автомагистралью A81 (Штутгарт-Зинген) и железнодорожным вокзалом (железнодорожное сообщение Оффенбург-Констанц или Зинген-Штутгарт).
Пригородный поезд Seehas курсирует каждые полчаса между Энгеном и Зинген-Констанцем, а также Швейцарией.
Федеральные дороги с перекрестками Шварцвальд-Боденское озеро-Мюнхен и национальные дороги со Швейцарией.
До международного аэропорта Цюрих-Клотен и аэропорта Штутгарта можно добраться примерно за ¾ и час соответственно.
Региональные аэропорты расположены во Фридрихсхафене (часа) и Филлинген-Швеннингене (½ часа).
Также в Зингене есть современная высокопроизводительная станция HUPAC для комбинированных грузовых перевозок.

## Город-побратим
- Монелья, Италия
- Паннонхалма, Венгрия
- Трилпорт, Франция